# Кузнецов, Юрий Александрович (актёр)
Ю́рий Алекса́ндрович Кузнецо́в (род. 3 сентября 1946, Абакан, Хакасская автономная область, Красноярский край) — советский и российский актёр театра и кино. Заслуженный артист Российской Федерации (2006). Широко известен как исполнитель роли подполковника милиции Юрия Петренко («Мухомора») в детективном сериале «Улицы разбитых фонарей».

## Биография
Родился 3 сентября 1946 года в городе Абакане. Отец — Александр Александрович Кузнецов, служил в милиции. Мать — Нина Павловна Кузнецова (в девичестве — Романова), была домохозяйкой, воспитывала четверых детей. Сёстры — Галина, Валентина и Любовь. Вспоминая о своём детстве, Юрий Александрович рассказывает, что товарищи отца по работе нередко бывали у них дома, так что милицейскую службу он познал с ранних лет.
Учился в средней школе № 1  Абакана. Учась в школе, записался в драмкружок. Театр настолько увлёк мальчика, что когда он окончил школу, то решил избрать актёрскую стезю.
Проходил службу в армии в Пограничных войсках КГБ СССР, в Хабаровском крае.
В 1969 году окончил актёрский факультет Дальневосточного педагогического института искусств во Владивостоке и был принят в труппу Хабаровского городского драматического театра. В 1979 году перешёл в Омский театр драмы.
Известность актёру принесли роли, сыгранные в «Торпедоносцах» (1983) и «Противостояние» (1985) Семёна Арановича, а так же в фильме Алексея Германа «Мой друг Иван Лапшин» (1984), чуть позже — роль майора милиции Андрея Сергеевича Кузьмина в фильме Виктора Сергеева «Гений» (1991), роль немца Гофмана в фильме Алексея Балабанова «Брат» и подполковника Петренко в телесериале «Улицы разбитых фонарей» (1995—2003).
С середины 1980-х годов Кузнецов был постоянно востребован в кинематографе и в 1986 году получил приглашение в Ленинградский академический театр комедии имени Н. П. Акимова, на сцене которого выступал до 1996 года.

## Творчество

### Фильмография
- 1983 — Торпедоносцы — гвардии подполковник Фоменко, командир авиаполка (позывной — «Мак-1»)
- 1983 — Требуются мужчины — Зубов, начальник строительства
- 1984 — Колье Шарлотты — Валерий Корчёнов («Евгений Иванович»), преступник-рецидивист
- 1984 — Прохиндиада, или Бег на месте — Володя, строитель дачи
- 1984 — Мой друг Иван Лапшин — начальник райотдела милиции
- 1984 — Предел возможного — Степан Тимофеевич Бортов
- 1985 — Противостояние — Алексей Иванович Жуков, начальник угрозыска города Нардына
- 1986 — Комендант Пушкин — Александр Семёнович Пушкин, комендант укреплённого района Детского села
- 1986 — Прорыв — Вязигин, проходчик бригады шахтёров Осьмёркина
- 1986 — Подсудимый — Сеня, безногий моряк-инвалид
- 1986 — Точка возврата — Илья Матвеевич Анисимов, командир экипажа «Ил-14»
- 1986 — Виктория — отец Виктории
- 1986 — Я тебя ненавижу — Юрий Петрович Михайлов
- 1987 — Отряд специального назначения — Сергей Трофимович Стехов, комиссар отряда
- 1987 — Единожды солгав — Стас, художник-нонконформист
- 1987 — Холодное лето пятьдесят третьего… — Иван Зотов, управляющий факторией
- 1988 — Штаны — следователь прокуратуры
- 1988 — ЧП районного масштаба — Валерий Ильич Мансуров, следователь
- 1988 — Без мундира — пассажир с беременной женой
- 1988 — Собачье сердце — начитанный дворник («Мандриан»)
- 1988 — Утомлённое солнце / 봄에서 여름으로 (СССР-КНДР) — Кондаков, капитан
- 1988 — Приключения Квентина Дорварда — Тристан Отшельник, королевский прево
- 1989 — Искусство жить в Одессе — Сеня Пятирубель
- 1989 — Стук в дверь — Баулин, директор школы
- 1989 — Торможение в небесах — Алексей Митрофанович Куркин
- 1989 — СЭР — эпизод
- 1989 — Псы — Иван Максимчук, начальник спецотряда по уничтожению «волков»
- 1989 — Оно
- 1989 — Бумажные глаза Пришвина — актёр
- 1990 — Гол в Спасские ворота — чекист Пахомов, член советской делегации
- 1990 — Другая драма (Pasternak, СССР, Великобритания) — следователь
- 1991 — Невозвращенец — Андрей Фёдорович Корнеев
- 1991 — Арифметика убийства — Пётр Прокофьевич Конев, следователь
- 1991 — Гений — Андрей Сергеевич Кузьмин, майор милиции
- 1991 — Хмель — отец Павел, старший группы «охотников»
- 1991 — Трава и вода — приятель отца Иванова
- 1991 — Афганский излом — Щуп, вертолётчик
- 1992 — Алмазы шаха — Иванов, врач
- 1992 — Рэкет — Ветров, капитан ОБХСС
- 1992 — Человек из команды «Альфа» —
- 1992 — Удачи вам, господа! — швейцар в гостинице «Астория»
- 1992 — Над тёмной водой — Сергей
- 1992 — Странные мужчины Семёновой Екатерины — Евгений Евгеньевич Заветный, друг Никиты
- 1993 — Дневник найденный в гробу — полковник
- 1993 — Тюремный романс — Кошкарёв, следователь
- 1993 — Над тёмной водой 2 — Сергей
- 1993 — Дети чугунных богов —
- 1994 — Подмосковные вечера — Романов, следователь
- 1995 — Роковые яйца — продавец кур
- 1995 — Какая чудная игра — Филимон Семёнович, работник железнодорожного депо
- 1995 — Прибытие поезда — Вова, актёр
- 1995—2003 — Улицы разбитых фонарей (5 сезонов, 135 серий) — Мухомор (Юрий Александрович Петренко) подполковник милиции, начальник РУВД Петроградского района Санкт-Петербурга
- 1997 — Брат — Немец (Гофман), друг Данилы
- 1997 — Бомба — лесовик
- 1997 — Шизофрения — Вальтер, начальник ЧОП «Тезей»
- 1998 — Дух
- 1998 — Женская собственность — Колосов, директор театра
- 1998 — Я первый тебя увидел — Оскар Петрович Брыль
- 1998 — Американка — дядя Миша, участковый
- 1998 — Цирк сгорел, и клоуны разбежались — казак
- 1999 — Агент национальной безопасности (серия № 11 «Наследник») — «Мамочка»
- 2000 — Русский бунт — Иван Игнатьевич
- 2000 — Рождественская мистерия — Баранкулов
- 2000 — Особенности национальной охоты в зимний период — Юрий Николаевич Курцов
- 2001 — Жизнь забавами полна — Божок, муж Лиры Валентиновны
- 2001 — Механическая сюита — патологоанатом в морге
- 2002 — Дневник камикадзе — Виктор, двоюродный брат Вадима Колыванова
- 2002 — Антикиллер — Александр Семёнович Крылов, подполковник РУОП, друг Коренева
- 2003 — Спецотдел — Агарков
- 2003 — Особенности национальной политики — Степан Николаевич Ослябин, кандидат на выборах
- 2003 — Участок — Дуганов, инвалид
- 2003 — Игры мотыльков — Степаныч
- 2004 — Именины — Тимофей
- 2004 — Граф Крестовский — Тамаев, отец Эльбруса
- 2004—2005 — Опера. Хроники убойного отдела — Мухомор (Юрий Александрович Петренко), начальник РУВД Адмиралтейского района Санкт-Петербурга
- 2004 — Вепрь — Гаврила Степанович Обрубков, егерь, бывший офицер — полковник ОГПУ-НКВД
- 2005 — Фаворский
- 2005 — Пробуждение — дед-инвалид
- 2005-2006 — Студенты — Юрий Карлович Весновский, декан
- 2006 — Короткое дыхание — Иваныч
- 2006 — Заколдованный участок — Дуганов, инвалид
- 2006 — Вы не оставите меня — Николай Трофимович Маренников, актёр театра, играющий Ленина
- 2006 — Остров — Тихон Петрович, адмирал
- 2006 — Опера-2. Хроники убойного отдела — Петренко (Мухомор), полковник
- 2007 — Преступление и наказание — Семён Захарович Мармеладов, отец Сонечки
- 2007 — Диверсант 2: Конец войны — командир партизанского отряда в Крыму
- 2007 — Опера-3. Хроники убойного отдела — Петренко (Мухомор), полковник
- 2008 — Невинные создания — Свинопасов, помещик
- 2008 — Розыгрыш — Михаил Михайлович, директор школы
- 2008 — Литейный, 4 — Юрий Александрович Кузнецов, начальник специального отдела ФСБ
- 2009 — Укрощение строптивых — Никита Степанович, чиновник, «главный» по науке
- 2009 — Московский дворик — дядя Вася
- 2009 — Переправа — полковник, начальник штаба
- 2009 — Когда падают горы — Федор Кузьмич Самарин
- 2009 — Лучший друг моего мужа — Николай Иванович Поплавец
- 2009 — Царь — Малюта Скуратов
- 2010 — Крест в круге — «Циклоп»
- 2010 — Золотой капкан — дед Игнат
- 2010 — Которого не было — Николай Петрович
- 2010 — Черкизона. Одноразовые люди — Василий Петрович, бомж
- 2010 — Робинзон — дядя Миша
- 2011 — Сделано в СССР — Савелий Павлович, директор театра
- 2011 — Шеф — Кузьма
- 2012 — Верю — Степаныч
- 2012 — Я умру накануне (короткометражный) — Александр Григорьевич, пенсионер
- 2012 — Раз, два! Люблю тебя! — Григорий, отец Марины
- 2012 — Морские дьяволы. Смерч — сэр Генри Грейхаунд, резидент иностранной разведки МИ-6 в России
- 2013 — Чужой район 2 — Максим Максимович Сухарев, полковник милиции в отставке
- 2013 — Василиса — Тихон, слуга Рязановых
- 2013 — Двое с пистолетами — Петр Алексеевич Деев, начальник службы безопасности
- 2013 — Ладога — Савельич, водитель
- 2013 — Лёгок на помине — Николай Михайлович Басов, отец Павла
- 2013 — Берега моей мечты — Фёдор Филиппович, комендант общежития
- 2013 — Поезд на север — Алексей Вавилов, профессор
- 2014 — Курортная полиция — Динамыч (Спартак Васильевич Курочкин)
- 2014 — Смешанные чувства — отец Петра
- 2014 — Обнимая небо — Матвей Геннадьевич, директор школы
- 2014 — Узнай меня, если сможешь — Василий Николаевич Бровкович, следователь
- 2014 — Нечаянно — отец Кати и Серёжи
- 2015 — Пионеры-герои — дедушка Кати
- 2015 — Власик. Тень Сталина — эпизод
- 2016 — Страна чудес — врач-психиатр
- 2016 — Бедные люди — консьерж в доме Бузовой
- 2016 — Дуэлянт — камердинер Колычевых
- 2016 — Казаки — Горин
- 2016 — Врач — Потёмкин, полковник МЧС
- 2016 — Оптимисты — Валентин Иванович Варейников, руководитель
- 2017 — Хармс
- 2017 — Жена полицейского — Павел Павлович Смирнов, ветеран МВД
- 2018 — В кейптаунском порту — ветеран
- 2018 — Парамоша — Парамоша, Партос Алексеевич Парамонов
- 2018 — Прощаться не будем — отец Гермоген
- 2018 — Человек, который удивил всех — дед Николай
- 2018 — Ёлки Последние — Евгений Валентинович
- 2019 — Sheena667
- 2019 — Немедленное реагирование — Владимир Михайлович Мурин («Маркиз»), вор-рецидивист
- 2019 — Эпидемия — Борис Михайлович
- 2020 — Огонь — Георгич
- 2021 — Контакт — Анатолий Игоревич Барнашов
- 2021 — Обитель — отец Феофан, вольный поселенец, монах
- 2021 — Проклятый чиновник — Лука
- 2021 — Капитан Волконогов бежал — Игнатий Алексеевич, пенсионер, отрекающийся от репрессированного сына
- 2022 — Непослушник — отец Анатолий
- 2022 — Тётя Марта — Василий Семёнович Самсонов, «дедушка» Марты, пенсионер, бывший военный
- 2022 — Непослушник 2. Вспомнить всё — отец Анатолий
- 2022 — Чекаго — дед Насти
- 2023 — Мир! Дружба! Жвачка! — дядя Веня
- 2023 — Русский крест — старец Федосей
- 2023 — Контакт-2 — Анатолий Игоревич Барнашов
- 2023 — Ёлки 10 — Петрович
- 2024 — Тётя Марта 2 — Василий Семёнович Самсонов, «дедушка» Марты, пенсионер, бывший военный
- 2024 — Огниво — Дядя Семён

### Озвучивание
- 2007 — Илья Муромец и Соловей-Разбойник — боярин Антип

## Награды
- 2004 — Приз «Лучшая мужская роль второго плана» на кинофестивале «Бригантина» за фильм «Именины»
- 2006 — Заслуженный артист Российской Федерации
- 2019 — премия «Ника» за лучшую мужскую роль второго плана (фильм «Человек, который удивил всех»).[4]
- 2024 — Царскосельская художественная премия[5]